# Ugo I di Borgogna
Ugo di Borgogna in francese Hugues Ier de Bourgogne (1057 circa – Cluny, 20 agosto 1093) fu duca di Borgogna dal 1076 al 1079.

## Origine
Secondo il monaco e cronista inglese, Orderico Vitale, era il figlio primogenito dell'erede del ducato di Borgogna, Enrico e di Sibilla di Barcellona(ca. 1035- dopo il 6 luglio 1074), che secondo lo storico Szabolcs de Vajay, era figlia del conte di Barcellona, Gerona e Osona, Berengario Raimondo I e della moglie (come risulta dalle Europäische Stammtafeln, vol II, 58 -non consultate-), Guisla de Lluçà, figlia del vicario di Balsareny il Signore di Lluça e Villanova, Sunifredo II e di sua moglie, Ermesinda di Balsareny.
Enrico di Borgogna, secondo il documento n° LVII del Recueil des chartes de l´abbaye de Saint-Germain-des-Prés era il figlio secondogenito del conte di Charolais e di Langres, duca di Borgogna e anche conte d'Auxerre, Roberto I e di Helie di Semur, figlia di Dalmazio, signore di Semur, come risulta da Le cartulaire de Marcigny-sur-Loire 1045-1144 (Dalmatius pater sancti Hugonis abbatis Cluniacensis et Gaufredi Sinemurensi[s], Andrae levitae, Joceranni et Dalmatii et sororum eorumdem scilicet Materdis, Adalaidae et Ceciliae atque Evellae) e di Aremburga.
Suo fratello Enrico (1066-1112) divenne un vassallo del re di Castiglia, Alfonso VI e signore feudale della contea del Portogallo sposando, nel 1093, la figlia illegittima di Alfonso VI, Teresa di LeónSaec ed il loro figlio fu Alfonso Henriques, primo re di Portogallo, dal 1139.

## Biografia
Secondo lo storico francese specializzato nella genealogia dei personaggi dell'Alto Medioevo, Patrick Van Kerrebrouck, nel 1059, suo zio, anche lui di nome, Ugo, figlio primogenito del duca Roberto I, morì in combattimento, nella guerra contro il conte di Nevers, Guglielmo I e suo padre, Enrico divenne l'erede designato del ducato di Borgogna; infatti il monaco e cronista inglese, Orderico Vitale, ce lo cita come primogenito di Roberto, assieme ai fratelli Roberto e Simone.
Suo padre morì, tra il 1070 ed il 1074, quindi prima del nonno, il duca, Roberto I, lasciando Ugo, il figlio primogenito, erede del titolo di duca di Borgogna; ma Roberto I aveva deciso di lasciare il ducato al figlio terzogenito, anche lui di nome Roberto, e, nel 1076, alla morte del nonno, Roberto I, Ugo reclamò con fermezza i suoi diritti alla successione, e riuscì a farsi riconoscere duca dai suoi vassalli, che sotto suo nonno avevano raggiunto una certa indipendenza, riuniti a Digione, senza combattere e senza spargimento di sangue, come ci viene confermato da Orderico Vitale; allora allontanò dal ducato gli zii, Roberto e Simone, che lo avevano contrastato.
Tra il 1077 ed il 1078 guidò una spedizione nella penisola iberica per aiutare il re d'Aragona, Sancho Ramírez, che nel 1076 era diventato anche re di Navarra, ad avere ragione del re moro di Saragozza, al-Muqtadir, che in seguito a quella operazione militare divenne tributario del regno d'Aragona.
Nel 1079, Ugo abdicò in favore di suo fratello Oddone, e, abbandonata l'irrequieta vita militare, all'età di 23 anni, si ritirò in un monastero dandosi alla vita monastica. Più tardi diventò abate dell'abazia benedettina di Cluny, dove si era ritirato e dove visse per circa quindici anni.
Ugo, pur migliorando la situazione, rispetto al nonno Roberto I, non ebbe il completo controllo del ducato.
Ugo morì il 20 agosto del 1093.

## Matrimonio e discendenza
Nel 1075, Ugo aveva sposato Sibilla di Nevers (1058 - † 1078), figlia del conte di Nevers, Guglielmo I. Ugo rimase vedovo, molto probabilmente prima del 19 febbraio 1078, in quanto in quella data fece una donazione al monastero di Cluny, sottoscritta dai fratelli, Oddone e Roberto, ma non dalla moglie;
Ugo da Sibilla di Nervs non ebbe alcun figlio e non si conosce alcun altro discendente.

## Ascendenza
|                                     |                                |                          | Genitori                |  |  | Nonni |  |  | Bisnonni              |  |  | Trisnonni  |  |
|                                     |                                |                          |                         |  |  |       |  |  | Roberto II di Francia |  |  | Ugo Capeto |  |
|                                     |                                |                          |                         |  |  |       |  |  | Roberto II di Francia |  |  | Ugo Capeto |  |
|                                     |                                | Adelaide d'Aquitania     |                         |  |  |       |  |  | Roberto II di Francia |  |  |            |  |
| Roberto I di Borgogna               |                                |                          |                         |  |  |       |  |  | Roberto II di Francia |  |  |            |  |
|                                     |                                | Costanza d'Arles         | Guglielmo I di Provenza |  |  |       |  |  |                       |  |  |            |  |
|                                     |                                | Costanza d'Arles         | Guglielmo I di Provenza |  |  |       |  |  |                       |  |  |            |  |
|                                     |                                | Costanza d'Arles         | Adelaide d'Angiò        |  |  |       |  |  |                       |  |  |            |  |
| Enrico di Borgogna                  |                                | Costanza d'Arles         |                         |  |  |       |  |  |                       |  |  |            |  |
|                                     |                                | Dalmazio di Semur        | …                       |  |  |       |  |  |                       |  |  |            |  |
|                                     |                                | Dalmazio di Semur        | …                       |  |  |       |  |  |                       |  |  |            |  |
|                                     |                                | Dalmazio di Semur        | …                       |  |  |       |  |  |                       |  |  |            |  |
| Hélie de Semur                      |                                | Dalmazio di Semur        |                         |  |  |       |  |  |                       |  |  |            |  |
|                                     |                                | Aremburga                | …                       |  |  |       |  |  |                       |  |  |            |  |
|                                     |                                | Aremburga                | …                       |  |  |       |  |  |                       |  |  |            |  |
|                                     |                                | Aremburga                | …                       |  |  |       |  |  |                       |  |  |            |  |
| Ugo I di Borgogna                   |                                | Aremburga                |                         |  |  |       |  |  |                       |  |  |            |  |
|                                     | Raimondo Borrell di Barcellona | Borrell II di Barcellona |                         |  |  |       |  |  |                       |  |  |            |  |
|                                     | Raimondo Borrell di Barcellona | Borrell II di Barcellona |                         |  |  |       |  |  |                       |  |  |            |  |
|                                     | Raimondo Borrell di Barcellona | Letgarda di Tolosa       |                         |  |  |       |  |  |                       |  |  |            |  |
| Berengario Raimondo I di Barcellona | Raimondo Borrell di Barcellona |                          |                         |  |  |       |  |  |                       |  |  |            |  |
|                                     |                                | Ermesinda di Carcassonne | Ruggero I di Comminges  |  |  |       |  |  |                       |  |  |            |  |
|                                     |                                | Ermesinda di Carcassonne | Ruggero I di Comminges  |  |  |       |  |  |                       |  |  |            |  |
|                                     |                                | Ermesinda di Carcassonne | Adelaide di Gevaudan    |  |  |       |  |  |                       |  |  |            |  |
| Sibilla di Barcellona               |                                | Ermesinda di Carcassonne |                         |  |  |       |  |  |                       |  |  |            |  |
|                                     |                                | Sunifredo II de Lluça    | …                       |  |  |       |  |  |                       |  |  |            |  |
|                                     |                                | Sunifredo II de Lluça    | …                       |  |  |       |  |  |                       |  |  |            |  |
|                                     |                                | Sunifredo II de Lluça    | …                       |  |  |       |  |  |                       |  |  |            |  |
| Guilla (o Guisla) de Lluça          |                                | Sunifredo II de Lluça    |                         |  |  |       |  |  |                       |  |  |            |  |
|                                     |                                | Ermenesinda di Balsareny | …                       |  |  |       |  |  |                       |  |  |            |  |
|                                     |                                | Ermenesinda di Balsareny | …                       |  |  |       |  |  |                       |  |  |            |  |
|                                     |                                | Ermenesinda di Balsareny | …                       |  |  |       |  |  |                       |  |  |            |  |
|                                     |                                | Ermenesinda di Balsareny |                         |  |  |       |  |  |                       |  |  |            |  |

### Fonti primarie
- (LA)  Saeculum XII. Orderici Vitalis,... Historia ecclesiastica.
- (LA)  Recueil des chartes de l´abbaye de Saint-Germain-des-Prés, tome I.
- (LA)  Chronique de l'abbaye de Saint-Bénigne de Dijon.
- (LA)  Recueil des chartes de l'abbaye de Cluny. Tome 4 .

### Letteratura storiografica
- Louis Halphen, "La Francia dell'XI secolo", cap. XXIV, vol. II (L'espansione islamica e la nascita dell'Europa feudale) della Storia del Mondo Medievale, 1979, pp. 770–806.
- (CA)  Crónica de San Juan de la Peña.